# 長鰭菱牙鮨
長鰭菱牙鮨，又稱長鰭菱齒花鮨為輻鰭魚綱鱸形目鱸亞目鮨科的其中一種，分布於澳洲、紐西蘭等海域，棲息深度可達400公尺，體長可達47公分，棲息在近海珊瑚礁區，為底棲性魚類，屬肉食性，以浮游生物為食。